# Diane Hubka
Diane Hubka (* 18. März 1957) ist eine amerikanische Jazzmusikerin (Gesang, Gitarre).

## Leben und Wirken
Hubka wurde in Maryland geboren und wuchs dort auf; sie erhielt zunächst Geigenunterricht. Mit elf Jahren wechselte sie zur Gitarre und lernte von ihrer Mutter, die in einer Folkband sang, das Fingerstyle-Spielen. In den 1970er Jahren waren ihre Einflüsse Joni Mitchell, James Taylor und die Allman Brothers. Von ihrem Gitarrenlehrer Bill Bittner im College der Frostburg State University wurde sie in den Jazz eingeführt und trat als Sängerin in sein Frostburg Jazz Quartet ein. 
Nach dem Abschluss zog Hubka nach Washington, DC, wo sie als Sängerin arbeitete und an Orten wie der Blues Alley auftrat. 1986, nach dem Gewinn eines Jazz-Stipendiums der National Endowment for the Arts, zog Hubka nach New York City, um bei Anne Marie Moss zu studieren. Weiterhin studierte sie Gitarre und Klavier bei Howard Alden, Gene Bertoncini, Harold Danko und Barry Harris. Connie Crothers wurde ihre Mentorin, und sie nahm Unterricht bei Sheila Jordan und Jay Clayton. Viele Jahre lang trat sie mit Gruppen in den Clubs von New York City und Washington, D.C., auf, um sich dann in den 1990er Jahren als Sängerin auf der Gitarre zu begleiten. 
Hubka nahm 1998 ihr Debütalbum Haven't We Met? mit Lee Konitz, Frank Kimbrough und John Hart auf. Das Album wurde 1999 von der Jazz Journalists Association als Best Recording Debut of the Year nominiert. Weiterhin arbeitete sie mit Frank Kimbrough und Harvie Swartz. Ihr Album You Inspire Me wurde mit sieben Gitarristen eingespielt: Gene Bertoncini, Paul Bollenback, John Hart, Romero Lubambo, Bucky Pizzarelli, Frank Vignola und Jack Wilkins. 
2004 zog Hubka nach Los Angeles. Die Sinatra Society of Japan lud sie 2007 für Konzerte nach Japan ein; das dabei mitgeschnittene Live-Album I Like It Here: Live in Tokio wurde vom Swing Journal für den renommierten Jazz Disc Award nominiert. Auf ihrem Album West Coast Strings unterstützten sie die Gitarristen David Eastlee, Ron Eschete, Mimi Fox, Larry Koonse, John Pisano, Peter Sprague, Anthony Wilson und Barry Zweig.

## Diskographische Hinweise
- Haven't We Met? (Challenge, 1999)
- Look No Further (A Records, 2000)
- You Inspire Me (VSOJAZ, 2001)
- Diane Hubka Goes to the Movies (18th & Vine, 2007)
- I Like It Here: Live in Tokyo (SSJ, 2007)
- West Coast Strings (SSJ, 2013)